# K League 1994
La K League 1994 fue la 12.ª temporada de la K League. Contó con la participación de siete equipos. El torneo comenzó el 26 de marzo y terminó el 16 de noviembre de 1994.
El nuevo participante fue Chonbuk Buffalo. Sin embargo, este club se disolvería al finalizar esta temporada.
El campeón fue Ilhwa Chunma, por lo que clasificó a la Copa de Clubes de Asia 1995. Por otra parte, salió subcampeón Yukong Elephants.

## Reglamento de juego
El torneo se disputó en un formato de todos contra todos a triple ida y vuelta, de manera tal que cada equipo debió jugar tres partidos de local y tres de visitante contra sus otros seis contrincantes y quedar libre en seis fechas. Una victoria se puntuaba con tres unidades, mientras que el empate valía un punto y la derrota, ninguno.
Para desempatar se utilizaron los siguientes criterios:
1. Puntos
2. Diferencia de goles
3. Goles anotados
4. Resultados entre los equipos en cuestión

## Tabla de posiciones
| Pos. | Equipo           | Pts. | PJ | G  | E  | P  | GF | GC | Dif. | Clasificación                                |
| ---- | ---------------- | ---- | -- | -- | -- | -- | -- | -- | ---- | -------------------------------------------- |
| 1    | Ilhwa Chunma (C) | 54   | 30 | 15 | 9  | 6  | 42 | 30 | +12  | Clasificado a la Copa de Clubes de Asia 1995 |
| 2    | Yukong Elephants | 51   | 30 | 14 | 9  | 7  | 47 | 31 | +16  |                                              |
| 3    | POSCO Atoms      | 50   | 30 | 13 | 11 | 6  | 49 | 37 | +12  |                                              |
| 4    | Hyundai Horang-i | 46   | 30 | 11 | 13 | 6  | 38 | 30 | +8   |                                              |
| 5    | LG Cheetahs      | 43   | 30 | 12 | 7  | 11 | 53 | 50 | +3   |                                              |
| 6    | Daewoo Royals    | 27   | 30 | 7  | 6  | 17 | 37 | 56 | −19  |                                              |
| 7    | Chonbuk Buffalo  | 14   | 30 | 3  | 5  | 22 | 30 | 62 | −32  |                                              |

 Fuente: South Korea 1994

## Campeón
|                                 |
|                                 |
| Campeón Ilhwa Chunma 2.º título |